# Ready Cash
Ready Cash est un cheval trotteur français né le 20 mai 2005, en Mayenne au haras de la Fesnière, dans la commune de La Chapelle-Rainsouin, entre Évron et Laval, et mort le 9 août 2023 au haras de Bouttemont, à Victot-Pontfol, entre Caen et Lisieux. Il remporte deux éditions du Prix d'Amérique avant de connaître une réussite exceptionnelle en tant qu'étalon.

## Carrière de courses
Cheval bai foncé par Indy de Vive et Kidéa, par Extrême Dream, Ready Cash se qualifie au mois de juin de ses 2 ans à Grosbois, dans la réduction kilométrique de 1'21"1. Entraîné par l'un de ses propriétaires Philippe Allaire (fils de Pierre-Désiré Allaire), il débute par une victoire à Reims en septembre, avec Bernard Piton au sulky. Quelques jours plus tard, il confirme ses débuts prometteurs avec une victoire sur l'hippodrome d'Enghien. Pour ses premiers pas à Vincennes, il est disqualifié quelques mètres avant le poteau d'arrivée, sautant une ombre alors qu'il avait course gagnée. Il ne met pas beaucoup de temps à se rattraper puisqu'il s'adjuge quatre victoires dans la foulée. Grand favori du Critérium des Jeunes, il s'impose avec son driver habituel au sulky, Bernard Piton. 
Malgré un faux pas lors du Prix de l'Étoile en septembre, il confirme qu'il est le leader de sa génération en remportant le Critérium des 3 ans et le Prix Albert Viel. Impérial durant le meeting d'hiver de Vincennes, le champion remporte en janvier la plus impressionnante victoire de sa jeune carrière dans le Prix Charles Tiercelin, où il survole l'épreuve en courant caché et en s'envolant irrésistiblement dans la ligne droite pour terminer très loin devant le reste de ses adversaires. Toutefois il est devancé par son contemporain Rolling d'Héripré dans le Prix de Sélection. De retour au printemps dans le Prix de l'Atlantique pour une première confrontation avec les chevaux d'âge, Ready Cash, déferré des postérieurs pour la première fois de sa carrière, déçoit et termine à la sixième place, après avoir supporté le poids de la course.
Ready Cash retrouve la compétition à l'automne. Associé à un nouveau driver, Franck Nivard, il remporte plusieurs petites courses en province. Pour son retour à Vincennes, il s'impose dans le Prix Marcel Laurent et le Prix Octave Douesnel, mais manque son premier grand objectif de l'hiver, le Critérium Continental, victime d'un accrochage avec un concurrent. Battu dans le Prix de Croix par Rolling d'Héripré, le vainqueur du Critérium Continental, Ready Cash se présente pour la première fois au départ du Prix d'Amérique, pour lequel Philippe Allaire décide de le déferrer des quatre pieds, option qui présente un risque, surtout pour un cheval réputé comme étant très nerveux et bouillant. Très attendu dans la grande épreuve, il prend le galop après être venu trop vite en plaine. Son driver du jour, Jos Verbeeck, déclare après la course que sans cette faute, le cheval l'aurait emporté. Après cette tentative, Ready Cash retrouve ses contemporains et s'impose dans deux « groupe 2 », tout en montrant à chaque fois quelques hésitations dans ses allures, signe que sa susceptibilité vis-à-vis du déferrage constitue le paramètre le plus problématique dans son entraînement.
De retour en compétition durant l'été, Ready Cash déçoit à Enghien et manque complètement son objectif, le Critérium des 5 ans, dans lequel il est de nouveau distancé. Philippe Allaire décide alors de le changer d'air, estimant avoir atteint une limite avec lui, et le confie à l'entraîneur Thierry Duvaldestin, avec pour objectif le Prix d'Amérique 2011. Le cheval se montre encore un peu susceptible et irrégulier, mais il renoue avec la victoire à Vincennes dans le Prix Marcel Laurent et le Prix Doynel de Saint-Quentin.

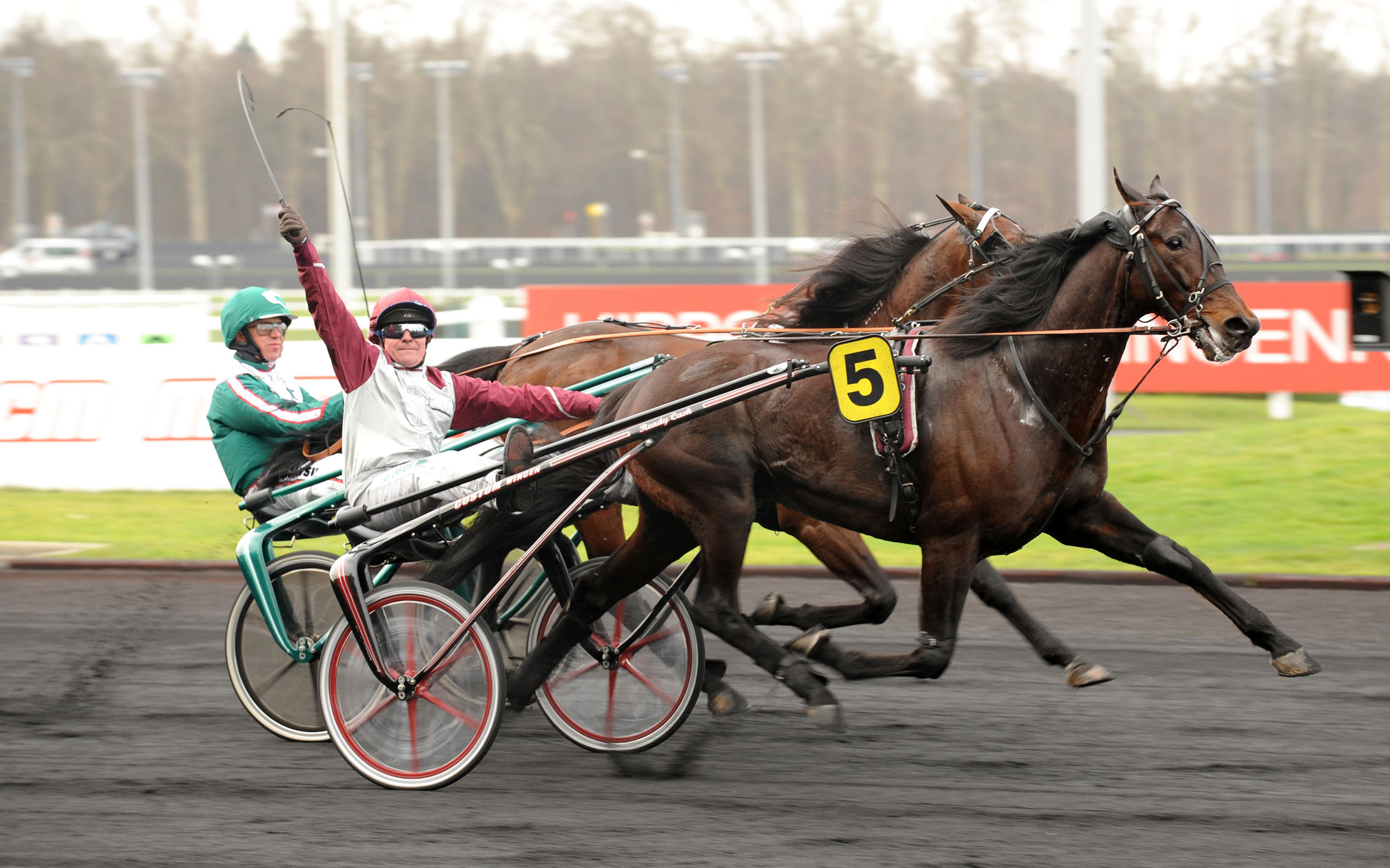
Victoire de Ready Cash avec Franck Nivard au Prix de France 2011.

Sa brillante victoire dans le Prix de Bourgogne en janvier lui vaut d'être installé favori dans le Prix d'Amérique, où il doit affronter notamment le champion suédois Maharajah. Venu en dehors au début de la montée, il prend la tête à la sortie du dernier tournant et résiste jusqu'au bout à l'attaque de son adversaire suédois, signant ainsi sa plus belle victoire avec Franck Nivard au sulky, désormais son driver attitré. Quinze jours plus tard, il retrouve Maharajah pour une revanche dans le Prix de France, où il confirme son leadership à l'issue d'une très vive lutte avec son rival, en réalisant un chrono de 1'10"3. 
Après ce doublé Prix d'Amérique/Prix de France, qu'il est le onzième cheval à réaliser, Ready Cash est mis au repos jusqu'en octobre, où il fait un retour victorieux en province. Son entourage décide ensuite de le présenter au départ des « 4 B », les quatre courses préparatoires au Prix d'Amérique (Prix de Bretagne, Bourbonnais, Bourgogne et Belgique). Il réussit l'exploit de s'imposer dans trois d'entre elles, ce qui n'avait pas été réalisé depuis Jag de Bellouet, prenant la troisième place du Prix de Belgique.
Grand favori du Prix d'Amérique le 29 janvier, il y conserve brillamment son titre, son rival Maharajah terminant quatrième, devenant le vingtième cheval à remporter plusieurs fois la grande épreuve depuis sa création en 1920. Quinze jours plus tard, dans le Prix de France, débarrassé de Maharajah reparti en Suède, il échoue à rééditer son doublé de l'an dernier, devant se contenter de la troisième place derrière un cheval en plein essor, Royal Dream, et l'Italien Main Wise As. Il termine son meeting d'hiver en prenant le premier accessit du Prix de Paris, derrière Roxane Griff.
Âgé de 7 ans, Ready Cash retrouve les pistes au cours de l'été 2012 dans le Prix de Buenos-Aires où, malgré 50 mètres de handicap initial, il s'octroie une encourageante cinquième place. Et il ne tarde pas à renouer avec le succès, à la faveur de son premier déplacement à l'étranger, dans le Grand Prix de Wallonie, à Mons, où il domine le champion hongre Rapide Lebel, signant un chrono aussi exceptionnel (1'10"4 sur 2300 m) que sujet à caution (la fiabilité du chronométrage étant mise en doute). En août toujours, il se rend à Cagnes-sur-Mer pour le Grand Prix du conseil général des Alpes-Maritimes, une course qui s'annonce extraordinaire avec la présence du meilleur cheval d'Europe actuel, le Suédois Commander Crowe (qui vient d'enchaîner une phénoménale série de victoires de groupe 1, dont l'Elitloppet), Rapide Lebel et un autre champion, Quaker Jet. Si les deux derniers cités s'effacent sur une faute au départ, la course se résume à un duel entre Ready Cash, et Commander Crowe, mais patientant dans son dos, Ready Cash ne le remonte pas dans la dernière ligne droite. De retour à Vincennes, Ready Cash retrouve le chemin du succès en remportant le Prix d'Été, dans le temps record de 1'12" sur 2850 m. Le 30 décembre, grand favori du Prix de Bourgogne, il remporte cette course à la photo, devançant Royal Dream et Timoko. Il tente ensuite de gagner pour la troisième fois consécutive le Prix d'Amérique mais, il est devancé en fin de course par Royal Dream, sur lequel il prend sa revanche quinze jours plus tard en remportant son deuxième Prix de France et achève son meeting d'hiver en s'adjugeant pour la première fois le Prix de Paris.
C'est aux Sables-d'Olonne, au cœur de l'été, que Ready Cash fait sa rentrée, s'imposant plaisamment et devenant à cette occasion, le deuxième cheval français le plus riche de l'histoire, après Jag de Bellouet, en cumulant plus de 4 millions d'euros de gains. Distancé dans le Grand Prix de Wallonie, il s'adjuge ensuite le Prix d'Été en réalisant une véritable démonstration, s'adjugeant au passage le record des 2 700 mètres en 3'14"20 (1'11"9 au km). Ce sera la dernière victoire du champion. En effet, il effectue un début de meeting d'hiver en demi-teinte, malgré une bonne troisième place dans le Prix de Bourgogne. Il compte tout de même parmi les favoris du Grand Prix d'Amérique en vue d'un troisième succès, mais il y apparait dans un mauvais jour, se mettant à la faute dans le dernier tournant alors qu'il est encore en lice pour les places. À la suite de cette défaite, son entourage annonce que Ready Cash fera ses adieux à la compétition à l'occasion du Grand Prix de France. Le 9 février, il se rend pour la dernière fois à Vincennes mais quitte la scène sur un nouveau faux pas, prenant une nouvelle fois le galop.
Alors que Ready Cash avait fait ses officiels adieux à la compétition en février 2014, son entourage annonce à la surprise générale que le cheval va faire son retour en piste, avec comme objectif une nouvelle participation au Prix d'Amérique. Cette nouvelle campagne, au cours de laquelle le cheval est dans l'obligation de remporter un minimum de 31 000 € de gains pour se qualifier pour le Prix d'Amérique, débute par une encourageante 8e place dans le Prix du Bourbonnais, mais se poursuit par une disqualification dans le Prix de Bourgogne. Le come-back est donc raté, et l'un de ses propriétaires annonce rapidement que Ready Cash est retiré de la compétition — cette fois définitivement. Il quitte la scène avec 4 282 300 € de gains, ce qui fait de lui le deuxième trotteur français le plus riche de l'histoire (derrière Timoko) et le quatrième cheval le plus riche de l'histoire des courses mondiales.

### Palmarès
France

#### Groupe I
- Prix d'Amérique (2011, 2012)
- Prix de France (2011, 2013)
- Prix de Paris (2013)
- Critérium des Jeunes (2008)
- Prix Albert Viel (2008)
- Critérium des 3 ans (2008)
- 2e Prix d'Amérique (2013)
- 2e Prix de Sélection (2009)
- 2e Prix de Paris (2012)
- 3e Prix de France (2012)

#### Groupe II
- Prix Emmanuel-Margouty (2007)
- Prix Maurice-de-Gheest (2008)
- Prix Paul-Viel (2008)
- Prix Kalmia (2008)
- Prix Pierre-Plazen (2008)
- Prix Victor-Régis (2008)
- Prix Abel-Bassigny (2008)
- Prix Jacques-de-Vaulogé (2008, 2009)
- Prix de Tonnac-Villeneuve (2009)
- Prix Charles-Tiercelin (2009)
- Prix Marcel-Laurent (2009, 2010)
- Prix Octave-Douesnel (2009)
- Prix Ovide-Moulinet (2010)
- Prix Doynel-de-Saint-Quentin (2010)
- Prix de Bourgogne (2011, 2012)
- Prix de Bretagne (2011)
- Prix du Bourbonnais (2011, 2012)
- Prix d'Été (2012, 2013)
- 2e Grand Prix du Conseil général des Alpes-Maritimes (2012)
- 2e Grand Prix de la Fédération régionale du Nord (2013)
- 3e Prix de Belgique (2012)
- 3e Prix de Bourgogne (2013)

#### Groupe III
- Grand Prix Anjou-Maine (2011)
- 2e Grand Prix de la Fédération du Nord (2010)
- 2e Prix de la Ville de Caen (2011)

 Belgique
- Grand Prix de Wallonie (groupe 1, 2012)

## Au haras
Parallèlement à sa carrière de course, Ready Cash a commencé sa carrière d'étalon dès 2009, s'annonçant d'emblée comme un reproducteur exceptionnel, ses rejetons alignant les victoires classiques et semi-classiques. Pour l'année 2014, son prix de saillie est fixé à 9 000 € HT à la réservation + 9 000 € HT (poulain vivant). Pour l'année 2016, son prix de saillie n'est pas rendu public - une première pour un étalon Trotteur français[réf. nécessaire] - mais il est estimé au bas mot à 40 000 €, voire 50 000 €. Il a trouvé, en 2016, son successeur dans le Prix d'Amérique avec le crack Bold Eagle. Il réalise en tant qu'étalon la passe de trois le 14 octobre de cette même année, trois de ses produits s'imposant dans les trois grandes courses européennes : Django Riff dans le Championnat européen des 3 ans, Readly Express dans le Grand Prix de l'UET et Bold Eagle dans le Championnat européen des 5 ans. En 2020, Face Time Bourbon devient son troisième vainqueur de Prix d'Amérique, fait unique dans l'histoire de l'élevage. Ses produits ont remporté plus de 100 groupe 1. Parmi les meilleurs, et pour s'en tenir aux vainqueurs de groupe 1, citons :
- Bold Eagle 1'08 : Prix d’Amérique, Prix de France, Prix de Paris, Critérium des 3 ans, Prix de Sélection, Critérium Continental, Prix René Ballière, Critérium des 5 ans, Championnat européen des 5 ans, Grand Prix de l'UET, Grand Critérium de vitesse de la Côte d'Azur, Breeders' Crown
- Face Time Bourbon 1'09 :  Prix d’Amérique, Championnat européen des 3 ans, Critérium des 3 ans, Critérium des 5 ans, Critérium Continental, Prix de Sélection, Prix de l'Étoile, Grand Prix de l'UET, Prix René Ballière
- Flamme du Goutier 1'10 : Prix de Cornulier, Prix de l'Île-de-France, Prix des Centaures, Prix de Normandie
- Traders 1'10 : Prix de Cornulier, Prix de l'Île-de-France
- Bird Parker 1'09 : Prix de Paris, Prix de Vincennes, Critérium des 4 ans, Saint-Léger des Trotteurs
- Charly du Noyer 1'11 : Critérium des 3 ans, Critérium des 4 ans, Grand Prix Orsi Mangelli
- Brillantissime 1'11 : Gran Premio Continental, Gran Premio d'Europa
- Django Riff 1'12 : Critérium des Jeunes, Prix Albert Viel, Championnat européen des 3 ans
- Gunilla d'Atout 1'12 : Critérium des 3 ans, Critérium des 4 ans
- Italiano Vero 1'10 : Critérium des 4 ans, Prix Albert Viel
- Avila 1'12 : Criterium des Jeunes, Prix de l'Étoile
- Axelle Dark 1'12 : Prix Albert Viel
- Eiffel Tower 1'13 :  Saint-Léger des Trotteurs
- Eridan 1'10 : Critérium Continental

À l'étranger :
- Readly Express 1'08 : Prix d'Amérique, Prix de France, Svenskt Travkriterium, Svenskt Travderby, Grand Prix de l'UET, Jubileumspokalen, Championnat Européen des 5 ans, Grand Critérium de vitesse de la Côte d'Azur, Finlandia Ajo
- Bvlgari Peak 1'13 : Danskt Trav-Derby
- Vamp Kronos 1'11 : Championnat européen des 3 ans
- Cash Crowe 1'11 : Drottning Silvias Pokal, Derbystoet
- Dibaba 1'11 : Drottning Silvias Pokal
- Ready For Moni 1'08 : 2e Hambletonian
- Back of The Neck 1'08 : 3e Hambletonian

Il fait la monte au haras de Bouttemont, à Victot-Pontfol, près de Beaumont-en-Auge. Il y meurt d'une crise de coliques dans la nuit du 8 au 9 août 2023.

## Origines
Ready Cash est issu de la deuxième année de production d'Indy de Vive 1'11, cheval honorable sans être un champion, mais dont les origines prestigieuses (son ascendance maternelle a donné d'excellents chevaux) lui permirent de bien reproduire. Étalon prometteur, il disparut prématurément après avoir donné cinq générations.
La souche maternelle de Ready Cash est de grande qualité. Élevée par Philippe Allaire, sa mère, Kidea 1'18, connut une brève carrière, quittant la compétition à 3 ans après neuf sorties. Mais cette pouliche précoce était tenue en estime par son entourage puisqu'elle participa au Prix Marcel Dejean (Gr.3), première confrontation pour l'élite des 2 ans, se classant deuxième. Devenue une remarquable poulinière, elle a donné : 
- Upper Class 1'11, propre sœur de Ready Cash, pouliche classique qui s'adjugea le Prix Gélinotte (Gr.2), termina deuxième du Prix de Vincennes et quatrième du Critérium des 3 ans
- Suricate 1'14 (Ludo de Castelle), quatrième du Saint-Léger des Trotteurs.
- Ère Nouvelle 1'12 (Love You) : lauréate du Prix Masina, deuxième du Prix Uranie.

Kidea est elle-même issue d'une jument de valeur, Docéanide du Lilas 1'16, précoce elle aussi puisqu'elle remporta le Prix Marcel Dejean et se plaça dans plusieurs semi-classiques à 3 ans. Outre Kidea, elle a donné le bon Obrillant 1'12 (Gai Brillant), poulain de niveau semi-classique lui aussi.
| Origines de Ready Cash, mâle, bai. | Origines de Ready Cash, mâle, bai. | Origines de Ready Cash, mâle, bai. | Origines de Ready Cash, mâle, bai. |
| ---------------------------------- | ---------------------------------- | ---------------------------------- | ---------------------------------- |
| Père Indy de Vive                  | Viking's Way                       | Mickey Viking (US)                 | Bonefish (US)                      |
| Père Indy de Vive                  | Viking's Way                       | Mickey Viking (US)                 | Misty Sister                       |
| Père Indy de Vive                  | Viking's Way                       | Josubie                            | Quito                              |
| Père Indy de Vive                  | Viking's Way                       | Josubie                            | Vésubie III                        |
| Père Indy de Vive                  | Tekiflore                          | Képi Vert                          | Chambon P                          |
| Père Indy de Vive                  | Tekiflore                          | Képi Vert                          | Audience                           |
| Père Indy de Vive                  | Tekiflore                          | Morgaflore                         | Florestan (US)                     |
| Père Indy de Vive                  | Tekiflore                          | Morgaflore                         | Dourga II                          |
| Mère Kidéa                         | Extrême Dream                      | Quito de Talonay                   | Florestan (US)                     |
| Mère Kidéa                         | Extrême Dream                      | Quito de Talonay                   | Dent Blanche                       |
| Mère Kidéa                         | Extrême Dream                      | Tahitienne                         | Kimberland (US)                    |
| Mère Kidéa                         | Extrême Dream                      | Tahitienne                         | Oligiste                           |
| Mère Kidéa                         | Docéanide du Lilas                 | Workaholic (US)                    | Speedy Crown (US)                  |
| Mère Kidéa                         | Docéanide du Lilas                 | Workaholic (US)                    | Ah So                              |
| Mère Kidéa                         | Docéanide du Lilas                 | Océanide                           | Éole Granchamp                     |
| Mère Kidéa                         | Docéanide du Lilas                 | Océanide                           | Tornese Glory                      |